# منتوحتپ یکم
منتوحُتپ یکم نخستین شاه و بنیان‌گذار دودمان یازدهم مصر است. نام او برگرفته از نام خدای مونث است. پاپیروس تورین بر جای نام او پاک‌شدگی دارد. آشکار است که لقب پادشاهی او پس از مرگ به او داده شده بوده.

## زندگی‌نامه
او در آغاز شاهزاده‌ای محلی در تبس در هنگام دوره نخست میانی مصر بود. او پس از آنکه لقب نخستین «رئیس ارشد مصر علیا» را بر خود نهاد شاه شد و پس از چندی خود را شاه همهٔ مصر خواند.
نام او در فهرست پادشاهی فرعون تحوتموس سوم که در «تالار پیشینیان» آرامگاه او در کرنک قرار دارد، به عنوان یک خره‌سالار آمده است.
همسر منتوحتپ یکم شهبانو نفرو یکم بود. او پدر اینتف یکم و اینتف دوم به‌شمار می‌رود. همچنین پدربزرگ اینتف سوم نیز هست.